# István Kocsis
István Kocsis (ur. 6 października 1949 w Csornie, zm. 9 czerwca 1994 tamże) – piłkarz węgierski grający na pozycji obrońcy. W swojej karierze rozegrał 20 meczów w reprezentacji Węgier.

## Kariera klubowa
Karierę piłkarską Kocsis rozpoczął w klubie Csornai MEDOSZ. W 1969 roku przeszedł do Pécsi Munkás SC i wówczas zadebiutował w jego barwach w pierwszej lidze węgierskiej. W 1975 roku spadł z nim do drugiej ligi, a następnie odszedł do Honvédu. W 1978 roku został wybrany Piłkarzem Roku. W sezonie 1979/1980 wywalczył z Honvédem swój jedyny w karierze tytuł mistrza kraju.
W 1981 roku Kocsis wyjechał do Belgii i został zawodnikiem tamtejszego klubu Lierse SK. Po dwóch latach gry w nim wrócił na Węgry i w sezonie 1983/1984 występował w Soproni Távközlési SE. W 1984 roku zakończył karierę, a wznowił ją w 1988 roku i przez dwa lata grał w amatorskim austriackim zespole SC Ostbahn XI.
Zmarł w 1994 roku na raka.

## Kariera reprezentacyjna
W reprezentacji Węgier Kocsis zadebiutował 15 października 1977 roku w wygranym 4:3 towarzyskim meczu z Jugosławią. W 1978 roku został powołany do kadry na Mistrzostwa Świata w Argentynie. Na Mundialu zagrał w dwóch meczach: z Argentyną (1:2) i z Włochami (1:3). Od 1977 do 1983 roku rozegrał w kadrze narodowej 20 meczów.
| Mecze i gole w reprezentacji | Mecze i gole w reprezentacji | Mecze i gole w reprezentacji | Mecze i gole w reprezentacji | Mecze i gole w reprezentacji | Mecze i gole w reprezentacji | Mecze i gole w reprezentacji |
| #                            | Data                         | Stadion                      | Rywal                        | Wynik                        | Gol                          | Rozgrywki                    |
| 1977                         | 1977                         | 1977                         | 1977                         | 1977                         | 1977                         | 1977                         |
| ---------------------------- | ---------------------------- | ---------------------------- | ---------------------------- | ---------------------------- | ---------------------------- | ---------------------------- |
| 1.                           | 05.10.1977                   | Budapeszt                    | Jugosławia                   | 4:3                          | 0                            | towarzyski                   |
| 2.                           | 12.10.1977                   | Budapeszt                    | Szwecja                      | 3:0                          | 0                            | towarzyski                   |
| 3.                           | 29.10.1977                   | Budapeszt                    | Boliwia                      | 6:0                          | 0                            | el. MŚ 1978 - baraż          |
| 4.                           | 30.11.1977                   | La Paz, Boliwia              | Boliwia                      | 3:2                          | 0                            | el. MŚ 1978 - baraż          |
| 1978                         |                              |                              |                              |                              |                              |                              |
| 5.                           | 15.04.1978                   | Budapeszt                    | Czechosłowacja               | 2:1                          | 0                            | towarzyski                   |
| 6.                           | 24.05.1978                   | Londyn, Anglia               | Anglia                       | 1:4                          | 0                            | towarzyski                   |
| 7.                           | 02.06.1978                   | Buenos Aires, Argentyna      | Argentyna                    | 1:2                          | 0                            | MŚ 1978                      |
| 8.                           | 06.06.1978                   | Mar del Plata, Argentyna     | Włochy                       | 1:3                          | 0                            | MŚ 1978                      |
| 9.                           | 11.10.1978                   | Budapeszt                    | ZSRR                         | 2:0                          | 0                            | el. ME 1980                  |
| 10.                          | 28.10.1978                   | Saloniki, Grecja             | Grecja                       | 1:4                          | 0                            | el. ME 1980                  |
| 11.                          | 15.11.1978                   | Frankfurt nad Menem, RFN     | RFN                          | 0:0                          | 0                            | towarzyski                   |
| 1979                         |                              |                              |                              |                              |                              |                              |
| 12.                          | 28.03.1979                   | Budapeszt                    | NRD                          | 3:0                          | 0                            | towarzyski                   |
| 13.                          | 04.04.1979                   | Chorzów, Polska              | Polska                       | 1:1                          | 0                            | towarzyski                   |
| 14.                          | 02.05.1979                   | Budapeszt                    | Grecja                       | 0:0                          | 0                            | el. ME 1980                  |
| 15.                          | 19.05.1979                   | Tbilisi, ZSRR                | ZSRR                         | 2:2                          | 0                            | el. ME 1980                  |
| 1980                         |                              |                              |                              |                              |                              |                              |
| 16.                          | 27.08.1980                   | Budapeszt                    | ZSRR                         | 1:4                          | 0                            | towarzyski                   |
| 1983                         |                              |                              |                              |                              |                              |                              |
| 17.                          | 13.04.1983                   | Coimbra, Portugalia          | Portugalia                   | 0:0                          | 0                            | towarzyski                   |
| 18.                          | 27.04.1983                   | Londyn, Anglia               | Anglia                       | 0:2                          | 0                            | el. ME 1984                  |
| 19.                          | 15.05.1983                   | Budapeszt                    | Grecja                       | 2:3                          | 0                            | el. ME 1984                  |
| 20.                          | 01.06.1983                   | Kopenhaga, Dania             | Dania                        | 1:3                          | 0                            | el. ME 1984                  |